# Бабаханов, Майрудин Бабаханович
Майруди́н Бабаха́нович Бабаха́нов (лезг. Майрудин Бабаханов; род. 20 октября 1958, Пиперкент, Дагестанская АССР) — лезгинский писатель, поэт и педагог, член Союза писателей России, Народный поэт Дагестана (2018), заслуженный учитель Республики Дагестан. Псевдоним  Бабахан.

## Биография
Родился 20 октября 1958 года в селении Пиперкент Сулейман-Стальского района ДАССР. Окончил школу с. Тагиркент (по другим данным с. Самур) Магарамкентского района.
Учился на филологическом факультете Дагестанского государственного университета. Пишет стихи со студенческих лет. После окончания университета работал сначала учителем, а затем директором Архитской средней школы (Хивский район).
Издал несколько сборников стихов. Является лауреатом премии комсомола Дагестана. Литературоведы, критики и читатели считали его одним из самых одаренных лезгинских поэтов поколения 80-х годов XX века. Известен как выдающийся знаток и исследователь лезгинского языка. В последние годы также пишет прозы.
Основная тема его произведений — дела, мысли и чувства современник, высокая и преданная любовь, сокровенные мечты и большие надежды. В его стихах и романе в стихах нашли поэтическое воплощение честность и порядочность, талант и трудолюбие.
Долгие годы проработал начальником Управления образования Сулейман-Стальского района, затем начальником управления культурно-информационного центра района.
Член Союза писателей России с 2003 года. Награждён именными часами председателя Госсовета Республики Дагестан (2004 г.).
К 60-летию поэта была приурочена книжная выставка в Национальной библиотеке РД им. Р. Гамзатова.
25 декабря 2018 года Глава РД Владимир Васильев подписал Указ о присвоении Майрудину Бабаханову звания Народный поэт Республики Дагестан.

## Публикации
- Ракъинин сухта Стихи / М. Бабаханов. — Махачкала : Дагестанское книжное издательство, 2010. — 224 с.
- Фекьи Велиев; Расим Гьажи; «Харакири»; Сел; Гьа-гьа-гьа! / Мулла Велиев; Расим Гаджи; «Харакири»; Ливень; Ха-ха-ха! [сатирические рассказы] / Майрудин Бабаханов // Самур. — 2014. — № 1. — С. 93-96
- Муьгъ / Мост [стихи посвящ. поэту С. Стальскому ] / Майрудин Бабаханов // Самур. — № 2. — С. 46-48
- Авамар; Бязи вахтара; Маса вахтунда; Бурж; Жуввал; Аса гвай Наполеон; / Необразовнные; Иногда; Другое время; Долг; Наполеон с посохом [рассказы] / Майрудан Бабаханов. — [Б. м. : б. и.]. — Б. ц.
- Къветер / Куропатка; Мугьман / Гость; Векьеларвидин кьин / Клятва; Кьве чекме / Пара сапог [рассказы] / Майрудин Бабаханов // Самур. — 2014. — № 3. — С. 62-64
- Ватандин шикил; Зулун гарар; Сонет; Жувакай; Хуьзвай гьер; Эхирар зулун / Изображение Родины; Осенние ветра; Сонет; О себе; Конец осени / Майрудин Бабаханов // Самур. — 2014. — июль-окт. № 4-5. — С. 161—164
- Итимрин гатфар / Весна мужчин / Майрудин Бабаханов // Дагъустандин дишегьли / Женщина Дагестана. — 2015. — № 5. — С. 7
- Муьгьуьббатдин куьче шиирар / М. Б. Бабаханов. — Махачкала : Дагестанское книжное издательство, 1989. — 37 [4] с.
- Дерт; Кхьихь шаир; Ламран савда; Дагъвийрин менталитет; Жедай туш; Мад вакай;…; Хайи хуьре; Хайи чӏал / Майрудин Бабаханов // Самур. — 2016. — март-апрель № 2. — С. 6-15
- Камалат [цикл стихов] / Майрудин Бабаханов // Самур. — 2016. — сентябрь-октябрь № 5. — С. 74-79
- Келентар / Майрудин Бабаханов // Самур. — 2017. — № 1. — С. 20-40; № 2. — С. 5-35
- Ракъиниз барка; Цӏвелин тар; Сонет; РикI (Фантазия); Лезги мисалар / Майрудин Бабаханов // Лезги газет / Лезгинская газета. — 2017. — 12 окт (№ 41). — С. 11
- Лекьрен мани шиирар, шиирралди кхьенвай роман / Орлиная песня: стихи и роман в стихах / М. Бабаханов. — Махачкала : Дагестанское книжное издательство, 2017. — 288 с. — ISBN 978-5-297-01934-8
- Праздник мира и дружбы [беседа с начальником управления культуры Сулейман-Стальского района о празднике Шарвили] / М. Бабаханов // Дагестанская правда. — 2018. — 27 июня (№ 165—166). — С. 7
- Кьве цӏарар; кьудар / М. Бабаханов // Лезги газет / Лезгинская газета. — 2018. — 4 янв. (№ 1). — С. 11
- Зи мурадар; Шаир кьведра рекьизва; Лезги мисалар шиирралди; / М. Бабаханов // Лезги газет / Лезгинская газета. — 2018. — 18 окт. (№ 42). — С. 11